# Tre Valli Varesine 1934
La Tre Valli Varesine 1934 (nota anche come "Circuito delle Tre Valli Varesine"), sedicesima edizione della corsa, si svolse il 14 ottobre 1934 su un percorso di 135,7 km con partenza e arrivo a Varese. Aperta a professionisti e indipendenti, fu vinta dall'italiano Severino Canavesi, che completò il percorso in 3h52'20" precedendo i connazionali Attilio Masarati e Luigi Barral; Francesco Camusso, inizialmente secondo classificato, venne squalificato per cambio di ruota, non consentito dal regolamento. Presero il via 72 ciclisti.

## Percorso
Partita da Varese, sede della società organizzatrice, la S.C. Alfredo Binda, la corsa attraversò Tradate, Caccivio, Como, Ponte Chiasso, San Fermo della Battaglia (salita), Varese, Porto Ceresio, Ponte Tresa, Marchirolo (salita), Grantola e Brinzio (salita) per concludersi dopo 135,7 km di nuovo a Varese.

## Ordine d'arrivo (Top 10)
| Pos. | Corridore         | Squadra     | Tempo    |
| ---- | ----------------- | ----------- | -------- |
| 1    | Severino Canavesi | Legnano     | 3h52'20" |
| 2    | Attilio Masarati  | Ganna       | a 1"     |
| 3    | Luigi Barral      | Bianchi     | s.t.     |
| 4    | Clemente Grassi   | C. Battisti | s.t.     |
| 5    | Adalino Mealli    | Wolsit      | a 55"    |
| 6    | Enrico Mara       | S.C. Mara   | s.t.     |
| 7    | Mario Lusiani     | C. Battisti | s.t.     |
| 8    | Michele Mara      | Bianchi     | s.t.     |
| 9    | Bernardo Rogora   | Gloria      | s.t.     |
| 10   | Carlo Rovida      | Gloria      | s.t.     |